# Soldat de plom
Els Soldadets de plom són figures en miniatura dels soldats de joguina, molt populars en el món del col·leccionisme. Es poden comprar acabats o en estat brut per ser pintats a mà. En general són d'estany, plom, o d'altres metalls o fins i tot plàstics.

## Història
Al segle xix i ben entrat el XX, proliferaren arreu d'Europa els tallers d'elaboració d'aquests petits exèrcits, i l'èxit d'alguns en permeté l'exportació a altres països o bé foren objecte de còpia. Coneguts amb el nom de soldadets de plom, el veritable material és un aliatge habitualment de plom, d'estany i antimoni. Reprodueixen amb més o menys versemblança els diferents cossos i batallons dels exèrcits europeus i colonials, de dimensions variades, els més usuals de 20 a 90 mm.

### A Barcelona
A Barcelona l'origen de la producció de figures de plom s'esdevé cap al 1828 amb l'arribada de Carlo Ortelli. Aquest artesà d'origen italià creà més d'un miler de figures planes; els motlles es conserven al Museu d'Arts, Indústries i Tradicions Populars. S'inicià amb els diferents cossos de l'exèrcit espanyol del 1830, posteriorment creà una sèrie corresponent a la Guerra d'Àfrica (1859-1860), i són destacables les figures soltes d'un mameluc i de Napoleó, tots dos a cavall. Cap al 1880 s'inicia la producció de Lleonart també figures planes, poc pintades, i a qui, a banda de soldats, se li reconeix l'execució d'una completíssima Processó de Corpus, amb més de vuit-centes figures.
Al començament del segle xx, Antoni Pascual i Baldomer Casanellas inicien la producció de figures corpòries de 45 mm. Empraven majoritàriament plom per als soldats, la qual cosa els permetia una certa mobilitat, i reservaven l'aliatge tradicional per als cavalls. Pascual traspassà el negoci a Millet i quan aquest plegà, part dels motlles passaren a Casanellas i la resta a Eulogio González, que s'establí pel seu compte. A la mort de Casanellas, cap al 1925, la seva producció la continuaren els seus nebots, els germans Capell. Altres cases barcelonines foren Jiménez, TEO (Teodoro Rodríguez), que inicià la seva producció el 1928, un fabricant que signava les seves peces amb una “V”, i els germans Pech.
Arreu, la producció de soldadets de plom rebé un cop letal amb l'aparició de les peces de plàstic a partir dels anys cinquanta del segle xx. Ja feia temps que el soldadet havia perdut el paper estel·lar que havia tingut al XIX, arran de l'aparició d'un
ampli ventall de noves joguines que venien a competir en el món dels infants. L'èxit del plàstic truncava la història dels soldadets de plom quan començaven a mostrar interès per aquests petits objectes els col·leccionistes de joguines i els aficionats a la militària, que d'alguna manera preservaven l'estimació cap a aquestes figures que manifestava el nen creat per Andersen.